# Carlos Keller
Carlos Keller Rueff (Concepción, 3 de janeiro de 1898 — San Felipe, 28 de fevereiro de 1974) foi um economista, filósofo, sociólogo e político chileno. Filho Carlos Keller Hollausch e Ema Rueff Henne, descendentes dos primeiros colonos alemães do Chile. Foi um dos fundadores e posteriormente vice-presidente do Movimento Nacional-Socialista do Chile.